# مايك ماركوس
مايك ماركوس (بالإنجليزية: Mike Monty)‏ هو كاتب سيناريو وممثل أمريكي، ولد في 23 أكتوبر 1936 في تشاتانوغا في الولايات المتحدة، وتوفي في 4 أغسطس 2006 في روما في إيطاليا بسبب نوبة قلبية.

## وصلات خارجية
- مايك ماركوس على موقع IMDb (الإنجليزية)
- مايك ماركوس على موقع روتن توميتوز (الإنجليزية)
- مايك ماركوس على موقع ألو سيني (الفرنسية)
- مايك ماركوس على موقع أول موفي (الإنجليزية)
- مايك ماركوس على موقع قاعدة بيانات الأفلام السويدية (السويدية)
- مايك ماركوس على موقع قاعدة بيانات الفيلم (الإنجليزية)
- مايك ماركوس على موقع كينوبويسك (الروسية)